# 1947 en Palestine mandataire
Chronologie de la Palestine
- 1943
- 1944
- 1945
- 1946
- 1947
- 1948
- 1949
- 1950
- 1951

Cette page concerne les évènements survenus en 1947 en Palestine mandataire :

## Évènements
- 1944-1948 : Insurrection juive en Palestine mandataire (en)

- 26 janvier : Des membres de l'Irgoun enlèvent un officier des services de renseignements britanniques deux jours avant la date prévue pour l'exécution de Dov Gruner (en), membre de l'Irgoun.
- 27 janvier : Des membres de l'Irgoun enlèvent le président britannique du tribunal de district de Tel-Aviv.
- 18 février : Le ministre britannique des Affaires étrangères, Ernest Bevin, annonce que le Royaume-Uni a décidé de renoncer à son mandat pour la Palestine et de laisser les Nations unies déterminer l'avenir du pays.
- 2 mars : Début de la loi martiale en Palestine mandataire (en)
- 3 mars : 13 personnes sont tuées lors d'un raid de l'Irgoun contre un club d'officiers britanniques à Jérusalem. Simultanément, l'Irgoun attaque de nombreuses autres cibles en Palestine.
- 4 mai : Évasion de la prison d'Acre : Les membres de l'Irgoun franchissent les murs de la prison d'Acre et libèrent 28 militants de l'Irgoun et du Lehi. 214 prisonniers arabes s'échappent également.
- 16 juin : Le comité UNSCOP, le comité spécial des Nations unies chargé de trouver une solution au conflit en Palestine, commence ses travaux en Palestine.
- 11 juillet : L'Exodus 1947 quitte la France pour la Palestine, avec à son bord 4 500 réfugiés juifs survivants de la Shoah qui n'ont pas de certificats d'immigration légaux pour entrer en Palestine.
- 12 juillet : L'Irgoun enlève deux sous-officiers du British Intelligence Corps à Netanya et menace de les tuer si les membres de l'Irgoun condamnés à mort à la prison d'Acre sont exécutés.
- 18 juillet : À la suite d'une large couverture médiatique et de l'UNSCOP, l'Exodus 1947 est capturé par les troupes britanniques et se voit refuser l'entrée en Palestine dans le port de Haïfa.
- 29 juillet : Les Britanniques exécutent trois membres de l'Irgoun capturés lors de l'évasion de la prison d'Acre. En réponse, l'Irgoun pend les deux otages britanniques enlevés dix-huit jours plus tôt.
- 10 août : Massacre du Hawaii Garden : 10 hommes armés arabes ouvrent le feu dans la boîte de nuit Hawaii Garden à Tel Aviv, tuant le propriétaire, son partenaire commercial arabe et quatre invités juifs.
- 31 août : Le Comité UNSCOP publie le plan de partage de la Palestine.
- 29 septembre : Attentat à la bombe de l'Irgoun contre le quartier général de la police à Haïfa (en).
- 12 novembre : Assassinat des jeunes du Lehi : Les Britanniques font une descente dans une maison où les jeunes du Lehi effectuent un exercice d'entraînement.Trois filles et deux garçons âgés de 16 à 18 ans sont tués alors qu'ils tentent de s'échapper.
- 16 novembre : Le Royaume-Uni commence à retirer ses troupes de Palestine.
- 29 novembre : Les Nations unies approuvent la partition de la Palestine en deux États, l'un juif et l'autre arabe. Elle est acceptée par les Juifs, mais rejetée par les dirigeants arabes.

### Guerre civile
- Novembre : début de la Nakba, l'exode des Palestiniens.
- Dépeuplement de la Palestine arabe par Israël
- 19 novembre : Exécution de la famille Shubaki (en) : exécution sommaire d'une famille arabe par les membre de Lehi.
- 30 novembre : 
  - Après l'annonce du plan de partage, les Arabes de Palestine réagissent violemment et des combats éclatent, entraînant la guerre civile contre la Haganah. Les Arabes palestiniens sont soutenus par l'Armée de libération arabe.
  - Début de la guerre israélo-arabe de 1948
  - Attentats des bus à Fajja
- 2-5 décembre : Émeutes de 1947 à Jérusalem : Le Haut Comité arabe déclare une grève et une protestation publique contre le vote. Une foule d'Arabes marchant vers la place de Sion, à Jérusalem, est arrêtée par les Britanniques. Les Arabes se dirigent alors vers le centre commercial de la ville, brûlant de nombreux bâtiments et magasins. Les violences se poursuivent pendant deux jours, des foules arabes attaquant plusieurs quartiers juifs. 70 Juifs et 50 Arabes sont tués.
- 8 décembre : 
  - Bataille de Tikvah (he): Hassan Salameh et 400 soldats entraînés de l'Armée de la guerre sainte attaquent une zone dense à la périphérie de Tel Aviv et sont repoussés par 100 défenseurs juifs (bilan : 100 soldats arabes tués et quatre Juifs)[1].
  - Bataille de Hatikvah (en)
- 9 décembre : Attentat de Yazour : Des militants du Palmah lancent un explosif dans un café de Yazour, tuant sept personnes.
- 11 décembre : Le convoi des dix (en) : Dix civils juifs sont tués et quatre autres blessés par des tirs de mitrailleuses arabes alors qu'ils tentent de conduire un convoi de quatre voitures remplies de vivres et de fournitures vers la colonie Goush Etzion, encerclée par les Arabes.
- 18 décembre : Massacre d'Al-Khisas (en)
- 30 décembre : Massacre de la raffinerie de pétrole de Haïfa : Des militants de l'Irgoun lancent deux bombes sur une foule d'ouvriers arabes depuis un véhicule, tuant six ouvriers et en blessant 42, mettant à mal la paix relative entre les deux communautés à Haïfa. Plus tard dans la journée, la foule arabe pénètre dans l'enceinte de la raffinerie, tuant 39 Juifs.
- décembre 1947 au 18 juillet 1948 : Bataille de Jérusalem (en)
- Nuit du 31 décembre au 1er janvier 1948 : Massacre de Bilad el Cheïkh, commis par la Hagannah.

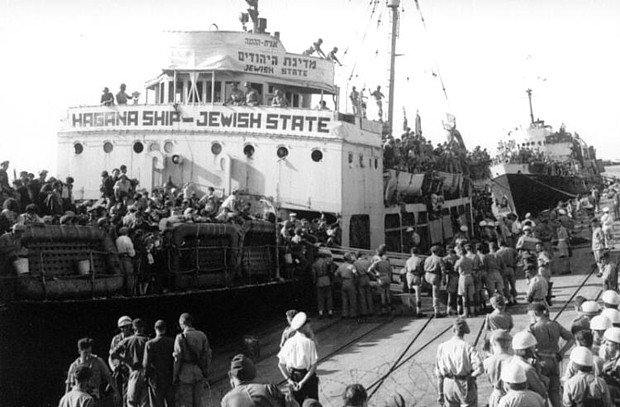
Le navire de la Haganah Jewish State (en français : État Juif) au port de Haïfa (octobre 1947).
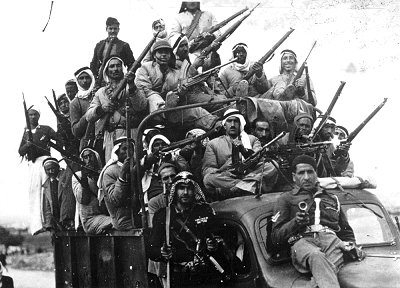
Combattants palestiniens.
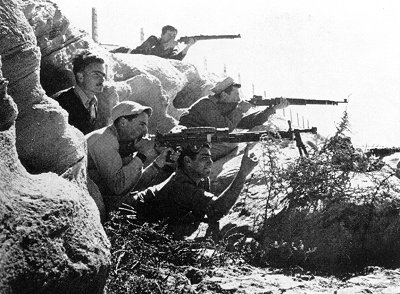
Combattants de la Haganah.

## Sport
- Saison 1947 de la Première ligue palestinienne (en) (football)
- Ligue de la Palestine (1946-1947) (en) (football)
- Ligue de la Palestine (1947-1948) (en) (football)
- Coupe de la Palestine (1947) (en) (football)
- Liga Bet 1946-1947 (en) (football)

## Créations
- Fondation des kibboutzim : Mivtahim (en), Sa'ad, HaOgen, Gevim (en), Mashabei Sadeh et Tzéélim.
- École professionnelle juive de Masada (en) (pour les victimes de la Shoah)

## Naissances
- 20 janvier : Ze'ev Segal (en), juriste et journaliste israélien (mort en 2011).
- 21 janvier : Dan Chamizer (en), artiste, journaliste et animateur de radio et de télévision israélien.
- 22 janvier : Ali Yahya (en), diplomate israélo-arabe, premier israélo-arabe à occuper le poste d'ambassadeur (mort en 2014).
- 30 janvier : Yehoshua Mondshine (en), rabbin (mort en 2014).

## Décès
- Dov Gruner (en) (né en 1912), membre de l'Irgoun, capturé lors d'un raid sur un poste de police, exécuté par pendaison.
- Yehiel Dresner (en) (né en 1922) et Mordechai Alkahi (en) (né en 1925), membres de l'Irgoun, capturés pendant la nuit des bastonnades (en), exécutés par pendaison.
- Meir Teomi (en) : acteur russe tué lors d'une attaque terroriste.